# Sagesse Babélé
Sagesse Babélé (13 febbraio 1993) è un calciatore congolese (Repubblica del Congo), centrocampista del Patronage Sainte Anne.

## Carriera

### Club
Ha giocato nel campionato congolese ed in quello tunisino.

### Nazionale
Ha esordito in nazionale nel 2014.

## Palmarès

### Club

#### Competizioni nazionali
- Congo Premier League: 2

Leopards: 2015-2016, 2016-2017